# Adhiban Baskaran
Adhiban Baskaran (ur. 15 sierpnia 1992 w Madrasie) – indyjski szachista, arcymistrz od 2010 roku.

## Kariera szachowa
Wielokrotnie reprezentował Indie na mistrzostwach świata i Azji w różnych kategoriach wiekowych, największy sukces odnosząc w 2008 r. w Vũng Tàu, gdzie zdobył tytuł mistrza świata juniorów do 16 lat. Oprócz tego, w 2007 r. zdobył tytuł mistrza Azji juniorów do 14 lat, natomiast w 2008 r. – brązowy medal mistrzostw Azji juniorów do 20 lat. Normy na tytuł arcymistrza wypełnił w latach 2009 (w Mumbaju – I m. w indywidualnych mistrzostwach Indii) i 2010 (w Bhubaneswarze – dz. I m. wspólnie z Dmitrijem Kokariewem, Aleksiejem Aleksandrowem, Aleksiejem Driejewem, Martynem Krawciwem i Maksimem Turowem oraz w Ołomuńcu – samodzielne I m.). W 2011 r. podzielił I m. (wspólnie z Dušanem Popoviciem, Roelandem Pruijssersem, Nikola Sedlakiem i Aexem Lendermanem) w Amsterdamie oraz podzielił II m. (za Martynem Krawciwem, wspólnie z Tamirem Nabatym, Ni Hua i Ołeksandrem Areszczenko) w Madrasie. W 2012 r. podzielił III m. (za Maksimem Turowem i Hansem Tikkanenem, wspólnie z Daanem Brandenburgiem) w turnieju Tata Steel-GMC w Wijk aan Zee oraz zwyciężył (wspólnie z Enamulem Hossainem i Davitem Petrosianem) w Visakhapatnamie. W 2013 r. zdobył tytuł indywidualnego wicemistrza Indii, samodzielnie zwyciężył w turnieju Open Internacional de Sants w Barcelonie oraz wystąpił w rozegranym w Tromsø turnieju o Puchar Świata (w I i II rundzie pokonał Jewgienija Aleksiejewa i Alexandra Fiera, ale w III rundzie przegrał z Hikaru Nakamurą i odpadł z dalszej rywalizacji). W 2014 r. zdobył w Szardży srebrny medal indywidualnych mistrzostw Azji oraz zwyciężył w turnieju Masters festiwalu w Biel.
Wielokrotnie reprezentował Indie w turniejach drużynowych, m.in.:
- dwukrotnie na olimpiadach szachowych (w latach 2010, 2014); medalista: wspólnie z drużyną – brązowy (2014)[15],
- na drużynowych mistrzostwach świata (w roku 2010); medalista: wspólnie z drużyną – brązowy (2010)[16],
- dwukrotnie na drużynowych mistrzostwach Azji (w latach 2009, 2014); medalista: wspólnie srebrny – brązowy (2014)[17],
- na igrzyskach azjatyckich (w roku 2010); medalista: wspólnie z drużyną – brązowy (2010)[18],
- trzykrotnie na olimpiadach szachowych juniorów do 16 lat (w latach 2006, 2007, 2008); trzykrotny medalista: wspólnie z drużyną – dwukrotnie złoty (2007, 2008) oraz indywidualnie – brązowy (2007 – na I szachownicy)[19].

Najwyższy ranking w dotychczasowej karierze osiągnął 1 kwietnia 2019 r., z wynikiem 2701 punktów zajmował wówczas 38. miejsce na światowej liście Międzynarodowej Federacji Szachowej oraz 4. miejsce wśród indyjskich szachistów.